# 674
Cette page concerne l'année 674  du calendrier julien. Pour l'année 674 av. J.-C., voir 674 av. J.-C.
L'année 674 est une année commune qui commence un dimanche.

## Événements
- À Constantinople, la flotte musulmane est incendiée par le « feu grégeois » inventé par l’architecte syrien Callinicus. Mu'awiyya doit lever le siège[1].
- Raid musulman contre la Crète[2].
- Un comptoir arabe est signalé par des sources chinoises à l'est de Sumatra[3].
- Mercenaires turcs attestés en terre d’Islam (Bosra)[4].
- Benoît Biscop fonde le monastère de Wearmouth en Northumbrie[5].
- Les reliques de Benoît de Nursie sont transférées à Fleury-sur-Loire vers 672-674[6].